# Алеко (фільм, 1986)
«Алеко» — радянський телефільм 1986 року, знятий режисером Віктором Окунцовим на студії «Лентелефільм».

## Сюжет
Перша студентська опера російського композитора Сергія Рахманінова за поемою О. С. Пушкіна «Цигани». Циганський табір, що кочує, розташувався на стоянку. Молоді цигани, що відпочили, співають і танцюють на галявині. Настає ніч. Юна дружина старого цигана Алеко Земфіра йде на побачення. Повертаючись назад, Земфіра застає чоловіка, що чекає її. Вона зізнається, що не любить його більше, а любить іншого. Алеко сумує на самоті, згадує про їхнє кохання і кляне невірність своєї дружини. Земфіра зустрічає світанок зі своїм коханим. Вона передчує, чим обернеться для них ревнощі та гнів її чоловіка і просить коханого залишити її, але він відмовляється. З'являється Алеко. Він благає Земфіру повернутися до нього, але вона відвертається від нього. У нападі болю та гніву Алеко вбиває спочатку молодого суперника, а потім дружину. Але нікому не надано право чинити суд, навіть праведний. Табір іде, залишаючи Алеко одного.

## У ролях
- Євген Нестеренко — Алеко
- Неллі Волшанінова — Земфіра (співає Світлана Волкова)
- Володимир Головін — старий циган (співає Володимир Маторін)
- Марія Папазян — стара циганка (співає Раїса Котова)
- Шандор Семенов — молодий циган (співає Михайло Мунтян)

## Знімальна група
- Режисер — Віктор Окунцов
- Сценарист — Віктор Окунцов
- Оператор — Павло Засядко
- Композитор — Сергій Рахманінов
- Художник — Володимир Лебедєв